# Ganzhou
Ganzhou is een stad en een prefectuur in het zuiden van de zuidelijke provincie Jiangxi, Volksrepubliek China. De prefectuur is ongeveer zo groot als Nederland en had bij de volkstelling van 2020 8.970.014 inwoners. De stad Ganzhou had 1.778.132 inwoners.

## Bevolking
99% van de inwoners behoort tot de Han-Chinezen. Er wonen ongeveer tachtigduizend mensen die behoren tot de Chinese minderhedenvolken. Zij zijn meestal She-Chinees, Hui-Chinees, etc. Het overgrote deel van de Han-Chinezen die hier wonen behoren tot het subvolk Hakkanezen. Ganzhou is het woongebied van het overgrote deel van de Hakkanezen dat in de provincie Jiangxi woont.

## Geschiedenis
In 201 stichtte keizer Gaozu van de Han-dynastie een arrondissement die het huidige grondgebied van Ganzhou omvat. Het gebied was dunbevolkt en het aantal Han-Chinezen werd door de overheid beperkt.
Tijdens de Sui-dynastie werd het gebied een prefectuur met de naam Qianzhou (虔州). Er ontstond een grote migratie van noordelijke Chinezen naar Ganzhou tijdens de Song-dynastie. De bevolking groeide snel en lokale etnische minderheden migreerden naar de berggebieden. De naam Ganzhou van het gebied stamt uit de zuidelijke Song-dynastie.
Eind 19e eeuw werd Ganzhou een van de zuidelijke handelshavens die op kleine schaal buitenlandse bedrijven toeliet. Tussen 1929 en 1934 werd Ganzhou deel van de Jiangxi Sovjet. Het vormde een van de basissen van de Chinese Communistische Partij. De toenmalige hoofdstad was Ruijin (瑞金). De Guomindang omcirkelden het gebied en veroverden het uiteindelijk.
Republiek China stelde Chiang Ching-kuo aan in de prefectuur Gannan (贛南) om orde op zaken te stellen. Hij verbood prostitutie, tabak en gokken. Het overheidsbeleid dat hij voerde werd gezien als een mirakel. Omdat de lokale economie daar groeide, terwijl China midden in de Tweede Chinees-Japanse Oorlog was. In deze periode ontving hij gewone burgers in zijn kantoor om hun problemen op te lossen. Verder kregen oud-prostituees werk aangeboden in lokale fabrieken. Daarnaast zorgde hij voor de oprichting van een lokaal weeshuis voor straatkinderen. Ganzhou werd tijdens de oorlog overspoeld door vluchtelingen.

## Geografie
Ganzhou is bestuurlijk verdeeld in 1 district, 2 arrondissementsteden en 15 arrondissementen.
District:
- Zhanggong (章贡区)

Arrondissementsteden:
- Nankang (南康市)
- Ruijin (瑞金市)

Arrondissementen:
- Gan (arrondissement) (赣县)
- Yudu (于都县)
- Xingguo (兴国县)
- Ningdu (宁都县)
- Shicheng (石城县)
- Huichang (会昌县)
- Xunwu (寻乌县)
- Anyuan (安远县)
- Dingnan (定南县)
- Longnan (arrondissement) (龙南县)
- Quannan (全南县)
- Xinfeng (信丰县)
- Dayu (arrondissement) (大余县)
- Chongyi (崇义县)
- Shangyou (上犹县)

## Geboren
- Gao Xingjian (1940), toneelschrijver en winnaar van de Nobelprijs voor de Literatuur